# 야바 (약물)

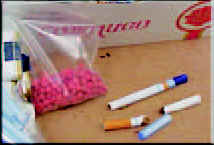
야바(왼쪽)

야바(Ya ba, 태국어: آاบ้ม, 라오스어: ຢາບ້າ, 문자 그대로 '미친 약')는 메스암페타민과 카페인의 혼합물을 함유한 약물이다. 이전에는 야마(yama, 태국어: Âม้ا; 문자 그대로 '마약')로 알려졌으나 이제는 '바이커스 커피'(bikers' coffe), '가미카제'(kamikaze) 등 다양한 이름으로 통한다. 불법이지만 동남아 국가에서는 상당한 활용도를 보이고 있다.

## 생산
미얀마는 세계 최대의 메스암페타민 생산국으로, 태국에서 발견되는 야바의 대부분은 버마, 특히 태국, 라오스, 중국과 국경을 접하고 있는 황금의 삼각지대과 샨주 북동부에서 생산된다. 2010년에 버마는 10억 개의 알약을 이웃 국가인 태국으로 밀수했다. 소수민족 민병대와 반군 단체(특히 와주 연합군)가 이러한 생산의 대부분을 담당하고 있다. 그러나 버마 군대는 마약 밀매에 크게 관여하고 있는 것으로 알려져 있다.